# ادواردو ساورین
ادواردو لوئیز ساورین (به انگلیسی: Eduardo Luiz Saverin؛ متولد ۱۹ مارس ۱۹۸۲) کارآفرین و سرمایه‌گذار فرشته برزیلی است. ساورین به همراه مارک زاکربرگ؛ یکی از دو بنیان‌گذار شبکه اجتماعی فیس‌بوک است.تا سال ۲۰۱۸؛ ساورین ۵۳ میلیون سهام (۲ درصد از سهام کل شرکت) در فیس‌بوک دارد.
ساورین در سال ۲۰۱۱ از تابعیت آمریکایی خود چشم پوشی کرد و بنابراین از پرداخت مالیات بر ۷۰۰ میلیون دلار سرمایه اش سرپیچی کرد که باعث جلب توجه رسانه‌ها شد. البته او عنوان کرد که به دلیل «علاقه به کار و زندگی در سنگاپور» که از سال ۲۰۰۹ در آنجا بوده‌است، تابعیت خود را رها کرده و منکر خروج از ایالات متحده برای جلوگیری از پرداخت مالیات شد.
در سال ۲۰۱۰؛ فیلم شبکه اجتماعی به کارگردانی دیوید فینچر ساخته شد که به ماجراهای چگونگی خلق فیسبوک می‌پردازد. در این فیلم بازیگر آمریکایی؛ اندرو گارفیلد نقش ادواردو ساورین را بازی کرده‌است.